# Sättigung (Wachstum)

Mathematisch kann eine Sättigung mit der logistischen Funktion dargestellt werden.

Als Sättigung wird in der Volkswirtschaftslehre im Hinblick auf das Wirtschaftswachstum eine Phase bezeichnet, bei der die gesamtwirtschaftliche Nachfrage nach Gütern und Dienstleistungen zum Stillstand kommt. Diese Phase geht oft in eine Stagnation über, die in einer Verminderung der Nachfrage zum Ausdruck kommt.

## Allgemeines
Messgröße für das Wirtschaftswachstum ist die volkswirtschaftliche Kennzahl des Bruttoinlandsprodukts. Bleibt es eine Zeit lang gleich, liegt eine Sättigung vor. 
Das Magische Viereck des § 1 StabG geht unter anderem vom Staatsziel des „angemessenen Wirtschaftswachstums“ aus. Grund ist, dass dieses für alle Wirtschaftssubjekte zu mehr Wohlfahrt und Wohlstand führe. Ob dadurch aber tatsächlich ein höheres Wohlfahrtsniveau erreicht wird, ist nicht a priori festlegbar. Die Wachstumspolitik sei in Deutschland auch deshalb in Frage zu stellen, weil die Bevölkerung bereits ein Konsumniveau erreicht hätte, auf dem die Bedürfnisse weitgehend erfüllt sind (Überflussgesellschaft). Diese These der „Sättigung der Märkte“ wurde am Ende der 1970er Jahre zum wichtigsten Argument des „Nullwachstums“. Dies ist die Bezeichnung für einen Zustand der Volkswirtschaft, in dem wesentliche wirtschaftliche Größen wie das Bruttoinlandsprodukt Steigerungsraten von 0 % aufweisen.

## Volkswirtschaftslehre
Die klassische Nationalökonomie thematisierte die Sättigung im Hinblick auf Wohlstandsfragen. Adam Smith unterschied im März 1776 zwischen dem Wirtschaftswachstum (englisch progressive state), der Sättigung (englisch static state; „Stillstand“) und der Schrumpfung (englisch declining state). Die Sättigung sei „dumpf“, die Schrumpfung „elendig“. Für ihn ist der Schlüssel zum Wohlstand das Wirtschaftswachstum. John Stuart Mill war 1848 der Auffassung, dass, solange das Wachstum nur durch Krieg, Hungersnot und Krankheit begrenzt wird, die Lage der Arbeiterklasse nur vorübergehend gebessert werden könne, weil die Verbesserung durch die Vergrößerung der Arbeiterschaft wieder zunichtegemacht wird. Für ihn ist der Stillstand nicht als solcher unerwünscht.
Das von Hermann Heinrich Gossen 1854 entwickelte Erste Gossensche Gesetz wird auch „Sättigungsgesetz“ genannt. Seine Kernaussage lautet: „Die Größe eines und desselben Genusses nimmt, wenn wir mit Bereitung des Genusses ununterbrochen fortfahren, fortwährend ab, bis zuletzt Sättigung eintritt.“ Das Gesetz besagt hierbei, dass der Konsum eines Gutes mit zunehmender Menge dem Konsumenten einen immer geringeren Grenznutzen stiftet. Sättigung liegt demnach bei einem Grenznutzen von „null“ vor. Gegen die Sättigungsthese ist einzuwenden, dass sie die Marktpreise nicht hinreichend berücksichtigt. Wird bei konstantem Arbeitseinkommen ein weiteres Gut erworben, muss – bei konstant bleibender Konsumquote – zwangsläufig auf ein anderes verzichtet werden, weil eine Geldeinheit nur einmal zum Konsum verwendet werden kann. Ob Sättigung vorliegt, kann deshalb nur bei freien Gütern überprüft werden, weil bei ihrem Konsum keine Opportunitätskosten entstehen. Aus Einkommensperspektive ist Sättigung erst dann gegeben, wenn Änderungen der Einkommensverteilung keinen Einfluss auf den privaten Konsum hätten.
John Maynard Keynes gelangte ab 1930 zu der Auffassung, dass im Zusammenwirken von technischem Fortschritt und allmählicher Sättigung der „absoluten Bedürfnisse“ die Güternachfrage nachlassen wird, sofern nicht starkes Bevölkerungswachstum oder Kriege diese Tendenz unterbrechen.
Eine Vielzahl von wissenschaftlichen Publikationen zur Sättigung begann ab 1984.
Freie Güter besitzen keine Knappheit (wie Luft, teilweise auch Trinkwasser), so dass sie von jedem Wirtschaftssubjekt bis zum Erreichen der Sättigungsmenge konsumiert werden können. Sättigungsmenge ist dabei diejenige Menge an freien Gütern, die ein Wirtschaftssubjekt konsumiert, wenn der Güterpreis „null“ ist. Dabei sind die Grenzkosten ebenfalls „null“, so dass die Güter solange konsumiert werden, bis kein (positiver) Nutzen mehr gestiftet wird. Die weitaus meisten Güter sind jedoch knapp, wodurch sie einen Marktpreis haben. Unter der Voraussetzung des Sättigungsgesetzes ist der Grenznutzen für knappe Güter zunächst positiv (Wachstum), die Sättigungsgrenze wird bei einem Grenznutzen von „null“ (dem Nutzenmaximum) erreicht. Bei der Sättigungsmenge können die Wirtschaftssubjekte ihre Bedürfnisse mithin vollständig befriedigen, so dass eine weitere Nachfrage nicht mehr vorkommt, denn dadurch würde es zu einem negativen Grenznutzen kommen (Übel).
Vertreter der Sättigungsthese weisen darauf hin, dass Volkswirtschaften ohnehin nicht über längere Zeiträume hinweg mit konstanten Wachstumsraten wachsen können. Grund sind bereits die Konjunkturzyklen, die zwischen Aufschwung – Hochkonjunktur (englisch Boom) – Stagnation – Sättigung – Abschwung – Rezession – Aufschwung schwanke.
Jean Fourastié ist der Auffassung, dass eine Sättigung hinsichtlich der tertiären Güter nicht zu erwarten ist und spricht daher vom „Hunger nach Tertiärem ... ohne Hoffnung auf baldige Stillung“. Eine Sättigung des Verbrauchs tritt ihm zufolge zuerst bei den Gütern der Urproduktion ein, später dann auch bei den Gütern des sekundären Sektors. Dagegen bleibt die Erzeugung von Dienstleistungen, die nicht vom technischen Fortschritt profitieren, stets auf knappem Niveau, so dass die Nachfrage breiter Bevölkerungsschichten hiernach unaufhörlich zunehme.

## Mikroökonomie
Während die Volkswirtschaftslehre die Sättigung auf der Makroebene thematisiert, wird in der Mikroökonomie die Mikroebene in Form der Marktsättigung beispielsweise auf einem Schrumpfmarkt diskutiert. Von Marktsättigung wird gesprochen, wenn das Marktvolumen auf einem Teilmarkt mit dem Marktpotenzial identisch ist.

## Wissenschaftliche Diskussion
Bereits 1972 brachte das Massachusetts Institute of Technology im Auftrag des Club of Rome die Studie „Die Grenzen des Wachstums“ heraus, die bereits Sättigungstendenzen für das Wirtschaftswachstum unterstellte. Es wurde erstmals auf die allgemeine Verknappung von Rohstoffen hingewiesen, die das Wirtschaftswachstum bremse. Mit zunehmendem Wohlstand komme es auf immer mehr Märkten zu Nachfragesättigungen.
Hans Christoph Binswanger führte 1978 einen Wachstumstrend auf zwei Ursachen zurück. Wird einerseits eine gewisse Sättigung angenommen, geht der Hunger nach materiellem Wohlstand zurück. Andererseits könne jede Wachstumsgrenze durch technischen Fortschritt und Umweltschutzmaßnahmen durchbrochen werden. Josef Falkinger meinte 1986 zum Phänomen der Sättigung, dass „glückliches Wachstum nicht gleich maximales Wachstum“ sei. In seiner Habilitationsschrift verdeutlichte er: „Nichtsättigung wird zur Selbstverständlichkeit durch die Entkoppelung von Genuss und Leid.“

## Politische Diskussion
Die im Rahmen der „Grenzen des Wachstums“ erhobene politische Forderung nach „Nullwachstum“  besteht aus den Komponenten „null“ Bevölkerungswachstum als Voraussetzung für die Durchsetzung des „Nullwachstums“ und „null“ Wirtschaftswachstum, das wegen der begrenzten Rohstoffvorkommen (siehe Reichweite) und der zunehmenden Umweltzerstörung (siehe Umweltschaden) eine Abkehr vom quantitativen Wachstum erfordere. Anstatt dessen soll eine Verbesserung der Lebensqualität als qualitatives Wachstum angestrebt werden, was allerdings ein quantitatives Wachstum nicht unbedingt ausschließt. Dem kann entgegen gehalten werden, dass eine Konzentration auf nachwachsende Rohstoffe im Rahmen der Nachhaltigkeit per se nicht umweltschädlich ist, aber quantitatives Wachstum ermöglicht.